# شورش کیوتوکو
شورش کیوتوکو (به ژاپنی: 享徳の乱, Kyōtoku no Ran)  یک سری اغتشاش و درگیری جهت در دست گرفتن کنترل کانتو در ژاپن در قرن پانزدهم میلادی بود.